# Miloslav Fleischmann
Miloslav Fleischmann (24. září 1886 Smíchov – 12. srpna 1955 Praha) byl český lední hokejista a vrchní odborový rada.

## Biografie
Jeho otcem byl zemský advokát a známý pražský mecenáš Jan Maria Fleischmann (1841–1903).

### Hokejová Kariéra
Miloslav Fleischmann byl o jediný rok mladší než jeho bratr Jan a společně s ním hrál za Slavii Praha i hokejovou reprezentaci Čech.

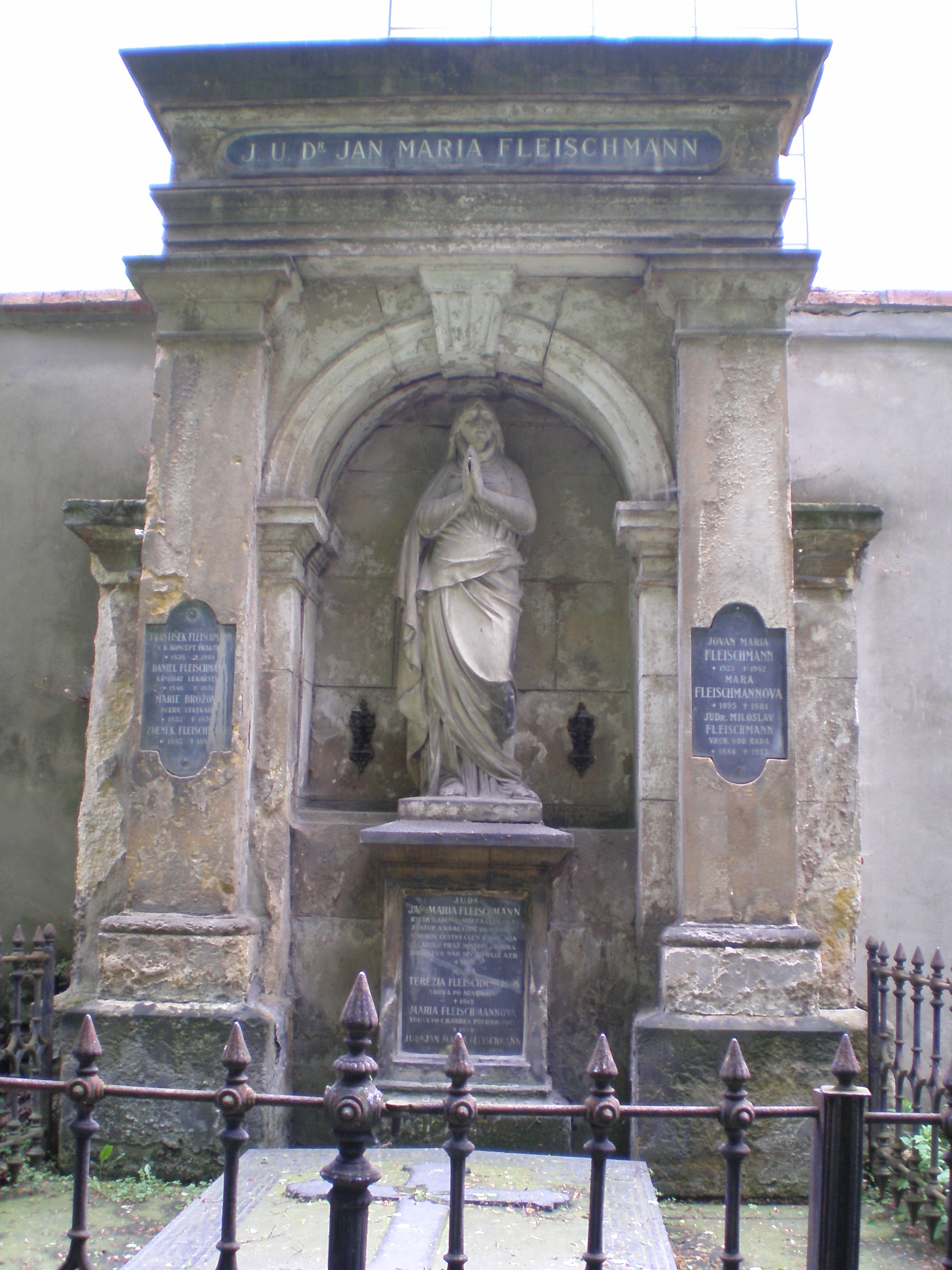
Hrob Miloslava Fleischmanna na Olšanských hřbitovech v Praze

 Na rozdíl od bratra ovšem reprezentoval jako hráč též po první světové válce v československém dresu. Jeho poslední mezinárodním mistrovskou akcí byly první zimní olympijské hry, v jejichž rámci se zúčastnil hokejového turnaje, který byl zároveň druhým mistrovstvím světa.
Je pohřben na Olšanských hřbitovech v Praze, v rodinné hrobce, spolu se svým otcem i bratrem.